# Ravindra Prabhat
Ravindra Prabhat (sinh ngày 5 tháng 4 năm 1969) là một nhà thơ, học giả, nhà báo, nhà văn và nhà văn truyện tiếng Hindi Ấn Độ. Ông đã làm quản trị viên, biên tập viên, và nhà nghiên cứu, và biên kịch. Ông viết cho tờ báo hàng ngày lớn với vai trò một sử gia. Ông cũng đã nhận được nhiều giải thưởng.
Prabhat sinh ra vào ngày 5 tháng 4 năm 1969 trong làng Mahindwara, Sitamarhi, Ấn Độ. Ông lớn lên và học tiểu học ở đó. Ông học đại học ngành địa lý từ Đại học BR Ambedkar Bihar ở Muzaffarpur, sau này ông học thạc sĩ Báo chí và Truyền thông Đại chúng (MJMC) từ Đại học Mở Uttar Pradesh Rajarshi Tandon, Allahabad.